# 核子

原子核是由一個或多個核子密集組成，這些核子又分為質子（紅色）及中子（藍色）兩種。圖中的質子和中子像粘在一起的小球體，但根據現代核物理學，實際的原子核卻非如此。要準確描述真實的原子核，必需要用到量子力學。例如，在真實原子核裏，每個核子都同時處於多個位置，分佈於整個原子核。

在化學和物理學裏，核子（nucleon）是組成原子核的粒子，即質子或中子。每個原子核都擁有至少一個核子，每個原子又是由原子核與圍繞原子核的一個或多個電子所組成。任意原子核種的質量數就是其核子數。因此有時人們也會稱這個數字為「核子數」。
在1960年代之前，核子被認為是基本粒子，不是由更小的部份組成的。今天我們知道核子是複合粒子，由三個夸克經強相互作用綑綁在一起組成。兩個或多個核子之間的交互作用稱為核力，最終這也是強交互作用引起的。（在發現夸克之前，「強交互作用」一詞只用於核子間的交互作用。）
核子研究屬於粒子物理學和原子核物理學的交叉領域。粒子物理學，特別是量子色動力學，提供了解釋夸克及強交互作用屬性的公式。這些公式用定量方法解釋夸克是如何結合成為中子和質子（以及所有其他的強子）。然而，當多個核子組合為一個原子核（核素）時，這些基礎方程式變得非常難直接求解，必須使用核物理學的方法。核物理學利用近似法和模型來研究多個核子之間的交互作用，例如用核殼層模型。這些模型能夠準確解釋核素的屬性，比如哪些核素會進行核衰變等。
質子和中子都是重子和費米子。質子和中子特別相似，除了中子不帶有電荷以外，中子的質量比質子僅僅高0.1%，它們的質量非常相近，因此它們可以視為同樣核子的兩種狀態，共同組成了一個同位旋二重態（I = 1⁄2），在抽象的同位旋空間做旋轉變換，就可以從中子變換為質子，或從質子變換為中子。這兩個幾乎相同的核子都感受到相等的強相互作用，這意味著強相互作用對於同位旋空間旋轉變換具有不變性。按照諾特定理，對於強相互作用，同位旋守恆。:129-130

## 概述

### 屬性
質子和中子是原子核的組成部份，也能夠在不組成原子的情況下單獨存在。獨立存在的質子就是氫-1（1H）的原子核。單獨的中子是不穩定的（見下），但可以在核反應中出現，並在科學分析範疇派上用場。 
質子和中子均由三個夸克組成。質子由2個上夸克和1個下夸克組成，而中子則由1個上夸克和2個下夸克組成。強相互作用將這些夸克綑綁在一起。另一說法是，夸克是受膠子捆綁的，但實際上兩種說法是等同的（膠子傳遞強相互作用）。
每個上夸克的電荷為+2⁄3 e，而每個下夸克的電荷為−1⁄3 e，所以質子和中子的總電荷分別為+e和0。「中子」一詞便源自其電「中性」的屬性。
質子和中子的質量相當：質子的為1.6726×10−27 kg或938.27 MeV/c2，而中子的則為1.6749×10−27 kg或939.57 MeV/c2。中子相對較重大約0.1%。兩者質量的相近能夠通過粒子物理學中的上夸克和下夸克的質量差來解釋。:135-136
質子和中子的自旋為1⁄2。這意味著它們是費米子而非玻色子，因此與電子一樣，它們也遵守包利不相容原理。這在核物理學中是非常：一個原子核中的中子和質子不能同時佔據相同的量子態，而是會分散開來形成核殼層，這和在化學裏電子形成電子殼層的原理相似。質子和中子自旋的重要性也在於，它是大原子核的核自旋的來源。核自旋的其一重要應用在於化學和生化分析中的核磁共振成像。
質子的磁矩，寫作μp，是2.79 核磁子（μN），而中子的磁矩則為μn = −1.91 μN。這些參數在核磁共振成像中也是十分重要的。

### 穩定性
單獨存在的中子是不穩定的：它會進行β衰變（一種放射性衰變），變為質子、電子和一個反電中微子，半衰期約為10分鐘（見中子）。質子單獨存在時是基本穩定的，或者其衰變率過於慢，無法探測得出。（這是粒子物理學中重要的課題，見質子衰變。）
在一個原子核裏，依不同的核素而定，質子和中子可以是穩定或不穩定的。在某些核素裏，中子能夠轉變為質子（加上其他粒子）；在另一些核素裏，反過程亦可發生，質子會通過β+衰變或電子捕獲變為中子（加上其他粒子）；又在其它核素中的質子和中子均為穩定的，不會進行轉變。

### 反核子
兩種核子都有其對應的反粒子：反質子和反中子。這些反物質粒子的質量和其正粒子的相同，但電荷正負相反，它們的相互作用與正粒子之間的無異。（一般而言，物理學者相信這結果「完全」正確，原因是CPT對稱。如果確實存在差異，則差異必定太小，以致實驗至今仍未能探測得出。）而且，反核子能夠結合形成「反原子核」。到目前為止，科學家已經製成反氘以及反氚原子核。

## 詳細屬性表

### 核子
| 粒子名 | 符號        | 含夸克 | 不變質量（MeV/c2）  | 不變質量（u)[a]          | I3   | JP   | Q（e） | 磁矩                    | 平均寿命（s）         | 一般衰變為   |
| ------ | ----------- | ------ | ------------------- | ------------------------ | ---- | ---- | ------ | ----------------------- | --------------------- | ------------ |
| 質子   | p / p+ / N+ | u d    | 938.272013±0.000023 | 1.00727646677±0.00000010 | +1⁄2 | 1⁄2+ | +1     | 2.792847356±0.000000023 | 穩定[b]               | 尚未觀察到   |
| 中子   | n / n0 / N0 | u d    | 939.565346±0.000023 | 1.00866491597±0.00000043 | -1⁄2 | 1⁄2+ | 0      | −1.91304273±0.00000045  | (8.857±0.008)×10+2[c] | p + e− + ν e |
| 反質子 | p / p− / N− | u d    | 938.272013±0.000023 | 1.00727646677±0.00000010 | -1⁄2 | 1⁄2+ | −1     | −2.793±0.006            | 穩定[b]               | 尚未觀察到   |
| 反中子 | n / n0 / N0 | u d    | 939.485±0.051       | 1.00866491597±0.00000043 | +1⁄2 | 1⁄2+ | 0      | ?                       | (8.857±0.008)×10+2[c] | p + e+ + ν e |

^a 質子和中子質量的準確度在用原子質量單位（u）
時比用MeV/c2時準確得多，因為基本電荷的準確度相對較低。此處用的對換關係為1 u = 931.494028±0.000023 MeV/c2。
正反粒子的質量是假設相同的，至今沒有實驗能夠駁斥這一點。目前的實驗顯示，如果正反質子之間有質量上的差異的話，其出入小於2×10−9 MeV/c2，而正反中子的質量差異則小於(9±6)×10−5 MeV/c2。
| 試驗         | 公式 | 結果                  |
| ------------ | --- | --------------------- |
| 質量         | {\displaystyle {\frac {\|m_{p}-m_{\bar {p}}\|}{m_{p}}}}                                                         | < 2×10−9              |
| 質荷比       | {\displaystyle {\frac {\|{\frac {q_{\bar {p}}}{m_{\bar {p}}}}\|}{({\frac {q_{p}}{m_{p}}})}}}                    | 0.99999991±0.00000009 |
| 質荷比偏差率 | {\displaystyle {\frac {\|{\frac {q_{\bar {p}}}{m_{\bar {p}}}}\|-{\frac {q_{p}}{m_{p}}}}{\frac {q_{p}}{m_{p}}}}} | (−9±9)×10−11          |
| 電荷         | {\displaystyle {\frac {\|q_{p}+q_{\bar {p}}\|}{e}}}                                                             | < 2×10−9              |
| 電子電荷     | {\displaystyle {\frac {\|q_{p}+q_{e}\|}{e}}}                                                                    | <1×10−21              |
| 磁矩         | {\displaystyle {\frac {\|\mu _{p}+\mu _{\bar {p}}\|}{\mu _{p}}}}                                                | (−0.1±2.1)×10−3       |

^b 至少1035年。見質子衰變。
^c 假設為自由中子；多數原子核中的中子都是穩定的。

### 核子共振
核子共振態指的是核子的激發態，一般對應於核子中某個夸克擁有反轉了的自旋態，或對應於該粒子衰變時的軌道角動量。下表只列出粒子數據組（PDG）評級為3或4星的共振態。由於半衰期極短，以下許多粒子的屬性仍在研究當中。
符號的格式為N(M) L2I2J，其中M為粒子質量的近似值，L為核子-介子對衰變時產生的軌道角動量，而I和J分別為粒子的同位旋及總角動量。由於核子的同位旋被定義為1⁄2，因此第一個數字必然為1，而第二個數字則永遠是奇數。在談到核子共振態的時候，有時會省略N，而且表達式順序會顛倒：L2I2J (M)。例如，質子的符號可以寫成"N(939) S11"或者"S11 (939)"。
下表只列出基共振態，每一欄代表4個重子：2個核子共振粒子，和2個它們的反粒子。每個共振態的存在形態可以是帶正電荷（Q）的，並含夸克
u

u

d
，就像質子一樣；或者是電中性的，含夸克
u

d

d
，就像中子一樣；又或者是兩種反粒子，分別含反夸克
u

u

d
和
u

d

d
。由於不含有奇夸克、粲夸克、底夸克和頂夸克，這些粒子不具備奇異數、魅数、底数及頂數。下表只列出同位旋為1⁄2的共振態，具3⁄2同位旋的共振態請參看Δ粒子條目。
| 符號                         | JP   | 質量平均數 （MeV/c2) | 總寬度 （MeV/c2） | 極位置 （實數部分） | 極位置 （−2 × 虛數部分） | 通常衰變為 （Γi /Γ > 50%） |
| ---------------------------- | ---- | -------------------- | ----------------- | ------------------- | ------------------------ | -------------------------- |
| N(939) P11 †                 | 1⁄2+ | 939                  | †                 | †                   | †                        | †                          |
| N(1440) P11 亦稱羅佩爾共振態 | 1⁄2+ | 1440 (1420–1470)     | 300 (200–450)     | 1365 (1350–1380)    | 190 (160–220)            | N + π                      |
| N(1520) D13                  | 3⁄2- | 1520 (1515–1525)     | 115 (100–125)     | 1510 (1505–1515)    | 110 (105–120)            | N + π                      |
| N(1535) S11                  | 1⁄2- | 1535 (1525–1545)     | 150 (125–175)     | 1510 1490 — 1530)   | 170 (90–250)             | N + π or N + η             |
| N(1650) S11                  | 1⁄2- | 1650 (1645–1670)     | 165 (145–185)     | 1665 (1640–1670)    | 165 (150–180)            | N + π                      |
| N(1675) D15                  | 5⁄2- | 1675 (1670–1680)     | 150 (135–165)     | 1660 (1655–1665)    | 135 (125–150)            | N + π + π or Δ + π         |
| N(1680) F15                  | 5⁄2+ | 1685 (1680–1690)     | 130 (120–140)     | 1675 (1665–1680)    | 120 (110–135)            | N + π                      |
| N(1700) D13                  | 3⁄2- | 1700 (1650–1750)     | 100 (50–150)      | 1680 (1630–1730)    | 100 (50–150)             | N + π + π                  |
| N(1710) P11                  | 1⁄2+ | 1710 (1680–1740)     | 100 (50–250)      | 1720 (1670–1770)    | 230 (80–380)             | N + π + π                  |
| N(1720) P13                  | 3⁄2+ | 1720 (1700–1750)     | 200 (150–300)     | 1675 (1660–1690)    | 115–275                  | N + π + π or N + ρ         |
| N(2190) G17                  | 7⁄2- | 2190 (2100–2200)     | 500 (300–700)     | 2075 (2050–2100)    | 450 (400–520)            | N + π (10—20%)             |
| N(2220) H19                  | 9⁄2+ | 2250 (2200–2300)     | 400 (350–500)     | 2170 (2130–2200)    | 480 (400–560)            | N + π (10—20%)             |
| N(2250) G19                  | 9⁄2- | 2250 (2200–2350)     | 500 (230–800)     | 2200 (2150–2250)    | 450 (350–550)            | N + π (5—15%)              |

† P11(939)核子是普通質子或中子的激發態，如位於原子核裏的核子。這些粒子在原子核裏基本穩定，如鋰-6。

## 夸克模型分類
在具有SU(2)味的夸克模型裏，兩種核子是基態二重態的成員。質子的夸克組合為uud，而中子的夸克組合則為udd。在具有SU(3)味的模型中，它們是自旋為1⁄2重子形成的基態八重態的成員，稱為八重道。除了中子與質子以外，此八重態的其它成員都是超子。這包括奇異同位旋三重態
Σ+
, 
Σ0
, 
Σ−
、
Λ
以及奇異同位旋二重態
Ξ0
, 
Ξ−
。在具有SU(4)味（添入粲夸克）的模型中，這多重態還可以延伸至基態20重態。在具有SU(6)味（添入頂夸克和底夸克）的模型中，可以延伸至基態56重態。

## 延伸閱讀
- A.W. Thomas and W.Weise, The Structure of the Nucleon, (2001) Wiley-WCH, Berlin, ISBN 3-527-40297-7/ ISBN 978-3-527-40297-7
- Brown, G. E.; Jackson, A. D. . North-Holland Publishing. 1976. ISBN 0-7204-0335-9.
- Vepstas, L.; Jackson, A.D.; Goldhaber, A.S. . Physics Letters B. 1984, 140 (5–6): 280–284. Bibcode:1984PhLB..140..280V. doi:10.1016/0370-2693(84)90753-6.
- Vepstas, L.; Jackson, A. D. . Physics Reports. 1990, 187 (3): 109–143. Bibcode:1990PhR...187..109V. doi:10.1016/0370-1573(90)90056-8.
- Nakamura, N.; et al. (Particle Data Group). . Journal of Physics G. 2011, 37 (7): 075021. Bibcode:2010JPhG...37g5021N. doi:10.1088/0954-3899/37/7A/075021.

### 粒子列表
1. 1 2 3  [ (PDF).   [2013-01-23]. （原始内容存档 (PDF)于2017-01-27）. Particle listings – 
p
]
2. 1 2  [ (PDF).   [2013-01-23]. （原始内容存档 (PDF)于2018-10-03）. Particle listings – 
n
]
3. ↑   (PDF).   [2013-01-23]. （原始内容存档 (PDF)于2021-03-27）.
4. ↑   (PDF).   [2013-01-23]. （原始内容存档 (PDF)于2021-03-30）.
5. ↑   (PDF).   [2013-01-23]. （原始内容存档 (PDF)于2021-03-29）.
6. ↑   (PDF).   [2013-01-23]. （原始内容存档 (PDF)于2021-03-29）.
7. ↑   (PDF).   [2013-01-23]. （原始内容存档 (PDF)于2021-03-30）.
8. ↑   (PDF).   [2013-01-23]. （原始内容存档 (PDF)于2021-03-28）.
9. ↑   (PDF).   [2013-01-23]. （原始内容存档 (PDF)于2021-03-29）.
10. ↑   (PDF).   [2013-01-23]. （原始内容存档 (PDF)于2021-03-28）.
11. ↑   (PDF).   [2013-01-23]. （原始内容存档 (PDF)于2021-03-28）.
12. ↑   (PDF).   [2013-01-23]. （原始内容存档 (PDF)于2021-03-30）.
13. ↑   (PDF).   [2013-01-23]. （原始内容存档 (PDF)于2021-03-29）.
14. ↑   (PDF).   [2013-01-23]. （原始内容存档 (PDF)于2021-03-29）.
15. ↑   (PDF).   [2013-01-23]. （原始内容存档 (PDF)于2021-03-29）.